# Quentin Crisp
Quentin Crisp (Sutton, 25 dicembre 1908 – Manchester, 21 novembre 1999) è stato uno scrittore, modello, attore e autore satirico britannico.
Divenne un'icona gay negli anni settanta dopo che la pubblicazione delle sue memorie The Naked Civil Servant (Il funzionario nudo) portò all'attenzione del grande pubblico il suo sfrontato esibizionismo e il suo rifiuto a tenere nascosta la propria omosessualità.

## Biografia
Nato Denis Charles Pratt a Sutton, Surrey, quarto figlio del contabile Charles Pratt (1871 - 1931) e dall'ex governante Frances Phillips Pratt (1873 - 1960), cambiò il proprio nome in Quentin Crisp intorno ai vent'anni dopo aver lasciato la casa.
Pratt aveva atteggiamenti effeminati sin dall'infanzia e divenne oggetto di scherno alla Kingswood Preparatory School di Epsom, dove vinse una borsa di studio per il Denstone College, presso Uttoxeter nel 1922. Durante il sesto anno servì nella Squadra dei Cadetti Ufficiali, arrivando a comandarla. Dopo aver lasciato la scuola nel 1926 studiò giornalismo al King's College di Londra, ma non riuscì a laurearsi; nel 1928 cominciò a prendere lezioni di arte al Politecnico di Regent Street.
Intorno a questo periodo cominciò a frequentare i caffè di Soho; Il suo preferito era il The Black Cat di Old Compton Street; incontrò altri giovani gay e gigolò, con cui sperimentò il trucco e i vestiti da donna. Per sei mesi si prostituì cercando l'amore, come dichiarò in un'intervista del 1999, ma trovandovi solo degradazione.
Lasciò casa per spostarsi al centro di Londra alla fine del 1930, dopo aver girato una serie di appartamenti trovò un alloggio in Denbeigh Street, dove tenne un salotto in cui passarono alcuni dei personaggi tra i più brillanti e i più rozzi di Londra.
Il suo aspetto insolito - trucco molto chiaro, capelli tinti di cremisi, unghie delle mani e dei piedi dipinte e mostrate anche attraverso i sandali - gli portò l'ammirazione e la curiosità di certi ambienti, ma in genere attrasse l'ostilità e persino alcune violenze da parte di estranei che lo incontravano per strada.
Crisp tentò di entrare nell'esercito inglese allo scoppio della Seconda guerra mondiale, ma fu respinto e dichiarato esente dal servizio dalla commissione medica sulla base di "perversioni sessuali". Rimase a Londra durante l'attacco del 1941, fece scorta di cosmetici, acquistando oltre due chilogrammi di henné e andò in giro durante il blackout, rimorchiando soldati americani la cui gentilezza e apertura mentale gli ispirò grande amore per tutto ciò che era statunitense.
Nel 1940 si trasferì nella casa che avrebbe occupato per i successivi quarant'anni, al primo piano del 129 di Beaufort Street, Londra. Lì rimase finché emigrò nel 1981. In quegli anni non rassettò mai la casa, affermando nelle sue memorie che «la polvere non peggiora più dopo i primi quattro anni».
Lasciò il suo lavoro di disegnatore per un ingegnere nel 1942 per diventare un modello dal vivo in scuole d'arte di Londra e dintorni, e continuò a posare per artisti nei tre decenni successivi. «Era come essere un maggiordomo», scrisse nella sua autobiografia, «solo che ero nudo».
Crisp aveva pubblicato tre brevi libri quando gli venne richiesto dal direttore Jonathan Cape di completare quello che sarebbe diventato The Naked Civil Servant. Avendo sentito un'intervista a Crisp in radio nel 1964, egli desiderava produrre qualcosa con i suoi primi lavori. Il libro apparve 1968 con un discreto successo di critica. Quando il libro fu ristampato nel 1975 sulla scia del successo della versione televisiva, Gay News commentò che il libro avrebbe dovuto essere pubblicato postumo. Quentin rispose alla critica dicendo che questo era un modo gentile di augurargli la morte.
In seguito, Crisp fu avvicinato dal produttore di documentari Denis Mitchell, per essere il protagonista di un cortometraggio in cui avrebbe dovuto parlare della sua vita, delle sue opinioni e si sarebbe dovuto mostrare mentre si curava le unghie nell'appartamento di Beaufort Street. La trasmissione attirò abbastanza attenzione verso Crisp e il suo libro, tanto che si cominciò a discutere di una versione teatrale con John Hurt nel ruolo di Quentin Crisp.

## Il successo
Il successo alla proiezione di The Naked Civil Servant (Il funzionario nudo) lanciò Crisp in una nuova direzione, quella di attore e oratore.  Organizzò uno show personale e cominciò a girare la nazione. La prima metà dello spettacolo era un monologo divertente ispirato alle sue memorie, mentre nella seconda metà rispondeva in modo arguto ad alcune domande estratte a caso dal pubblico. Nel 1978 riempì il Duke of York's Theatre a Londra, poi portò lo show a New York dove decise di trasferirsi. La sua prima permanenza a New York, nell'Hotel Chelsea, coincise con un incendio, una rapina e la morte di Nancy Spungen. Organizzò il suo trasferimento permanente: nel 1981 arrivò con pochi oggetti, e trovò un piccolo appartamento in affitto a Manhattan nel Lower East Side.
Il film fu trasmesso anche in Italia: la RAI dovette farlo per obbligo (l'opera aveva vinto un concorso europeo che prevedeva un passaggio nelle TV dei paesi appartenenti). Naturalmente la RAI dell'era democristiana risolse di programmarlo in orario strampalato e senza dare pubblicità.
Il successo spinse Crisp a continuare il suo spettacolo cult (disponibile anche su disco e musicassetta) e a pubblicare molti libri sull'etichetta. Oltre a questo si mantenne accettando inviti in società e scrivendo recensioni cinematografiche e articoli per giornali e riviste in USA e Gran Bretagna. Affermò che era facile vivere andando ad ogni cocktail party, prime e debutti a cui si viene invitati, ammesso che uno si possa nutrire solo di champagne e noccioline.  Come aveva fatto anche a Londra, lasciò pubblicare il proprio numero sull'elenco telefonico di Manhattan e continuò a vedere come un proprio dovere conversare con chiunque lo chiamasse al telefono. Per i primi venti anni in cui ebbe un apparecchio telefonico, era solito rispondere con la frase «Sì, Dio?» («Non si sa mai» disse una volta.). In seguito lo cambiò con «Oh sì?» pronunciato in falsetto. Oltre ad aver pubblicato il suo numero sull'elenco telefonico, Crisp era solito accettare inviti a cena da chiunque. Per ricompensare i suoi ospiti si esibiva dando il meglio di sé come faceva in teatro. Le cene con Quentin Crisp erano note come uno dei migliori show di New York.
Durante gli anni ottanta e novanta Crisp guadagnò fama a livello mondiale grazie al fatto che Sting gli dedicò la canzone Englishman in New York. Una prima apparizione nel film del 1985 The Bride lo portò infatti in contatto con Sting. La canzone fu scritta non molto tempo dopo l'arrivo di Crisp a New York: nel 1986 Sting fece visita a Crisp nel suo appartamento e si fermò a cena e per i successivi tre giorni ad ascoltare Crisp che raccontava cosa significasse per un omosessuale vivere in una Gran Bretagna omofobica tra gli anni venti e sessanta. Sting rimase molto colpito dai racconti di Crisp, e decise così di dedicargli il pezzo, che conteneva le frasi: It takes a man to suffer ignorance and smile, Be yourself no matter what they say. (Ci vuole un uomo per subire l'ignoranza e sorridere, sii te stesso a prescindere da ciò che dicono). Nel 1995 Boy George, nella sua biografia Take It like a man, parlò di come si sentisse vicino a Crisp nel periodo della sua infanzia, poiché come giovane gay si trovava ad affrontare gli stessi problemi di un ambiente omofobico.

## Gli ultimi anni
Crisp rimase fortemente indipendente e imprevedibile nella tarda età. Ebbe delle controversie con la comunità gay dopo aver definito l'AIDS una moda e l'omosessualità una terribile malattia; commentò pubblicamente in modo molto irrispettoso la morte di Lady Diana, Principessa di Galles. Tuttavia durante gli anni novanta fu sempre contattato dai giornalisti alla ricerca di provocazioni e del suo parere sui più disparati argomenti.
Nel 1993 venne convinto da Sally Potter a recitare en travesti nel ruolo di Elisabetta I nel film Orlando. Sebbene trovasse il ruolo difficile, Crisp si conquistò il plauso per la performance toccante e dignitosa. E sempre nel 1993 sul canale TV inglese Channel 4 offrì un'alternativa molto originale al classico discorso di Natale dell'attuale Regina Elisabetta ("queen" in slang inglese significa anche "checca") "...Se ho un consiglio da darvi, giovani Inglesi? Fate subito le valigie, e partite domani!"
Nel 1996 fu tra le persone intervistate per il documentario storico sulla rappresentazione dell'omosessualità nei film di Hollywood, The Celluloid Closet. Lo stesso anno, nel suo ultimo volume di memorie dal titolo Resident Alien, Crisp afferma d'essere prossimo alla fine della sua vita, e di aver fatto un patto con l'attrice Penny Arcade per vivere «fino a 100 anni, con 10 anni di sconto per buona condotta», che poi si dimostrò una profezia. Morì infatti a 90 anni, poco prima del suo novantunesimo compleanno, a Chorlton-cum-Hardy, nei sobborghi di Manchester, alla vigilia di una rivalutazione nazionale del suo show. Il suo corpo venne cremato con una cerimonia sobria, e le ceneri rimandate a New York per essere infine sparse su Manhattan, come da suo desiderio.

## Opere di Quentin Crisp
- Lettering for Brush and Pen, (1936), Quentin Crisp e A.F. Stuart, Frederick Warne Ltd. Manuale sui fonts pubblicitari.
- Colour in Display, (1938) Quentin Crisp, 131 pagine, The Blandford Press. Manuale per l'uso dei colori nelle vetrine.
- All This And Bevin Too (1943) Quentin Crisp, illustrato da Mervyn Peake, Mervyn Peake Society ISBN 0950612502. Parabola in versi su un canguro disoccupato.
- The Naked Civil Servant, (1968) Quentin Crisp, 222 pagine, HarperCollins, ISBN 0006540449. Quentin Crisp racconta in modo arguto e sagace la prima metà della sua vita.
- Love Made Easy, (1977) Quentin Crisp, 154 pagine, Duckworth, ISBN 0715611887. racconto fantastico semiautobiografico.
- How to Have a Life Style, (1975), Quentin Crisp, 159 pagine, Cecil Woolf Publishing, ISBN 0900821833. Saggio elegante e interessante sul carisma e la personalità
- Chog: A Gothic Fantasy, (1979), Quentin Crisp, illustrato da Jo Lynch, 165 pagine, Methuen, ISBN 0413394905. Racconto dark sulle rovine di un palazzo signorile.
- How to Become a Virgin Again, (1981) Quentin Crisp, 192 pagine, HarperCollins, ISBN 0006387985. Seconda autobiografia, sulla fama portata dal suo primo libro.
- Doing Him With Style, (1981) Quentin Crisp, con Donald Carroll, illustrato da Jonathan Hills, 157 pagine, Methuen, ISBN 0413474909. Una guida ad una vita di stile e pensiero.
- The Wit and Wisdom of Quentin Crisp, (1984) Quentin Crisp, composto da Guy Kettlehack, Harper & Row, 140 pagine, ISBN 0060911786. Raccolta di saggi e citazioni di Crisp's.
- Manners from Heaven: a divine guide to good behaviour, (1984) Quentin Crisp, con John Hofsess, Hutchinson, ISBN 0091558107. Istruzioni su una vita compassionevole.
- How to Go to the Movies (1988) Quentin Crisp, 224 pagine, St. Martin's Press, ISBN 0312054440. Recensioni e saggi sui suoi film.
- The Gay and Lesbian Quotation Book: a literary companion, (1989) Quentin Crisp, Hale, 185 pagine ISBN 0709056052. Antologia di citazioni relative al mondo gay.
- Resident Alien: The New York Diaries (1996) Quentin Crisp, 225 pagine, HarperCollins, ISBN 0006387179. Diari e ricordi dal 1990-94.

## Biografie di Quentin Crisp
- The Stately Homo: a celebration of the life of Quentin Crisp, (2000) Paul Bailey, Bantam, 251 pagine, ISBN 0593046773. Raccolta di interviste e tributi di personaggi che hanno conosciuto Crisp.
- Quentin Crisp, (2002), Tim Fountain, Absolute Press, 192 pagine, ISBN 1899791485. Biografia scritta da un autore che aveva conosciuto Crisp negli ultimi anni della sua vita.
- Quentin and Philip, (2002), Andrew Barrow, Macmillan, 559 pagine, ISBN 0333780515. Biografia di Crisp e del suo amico Philip O'Connor.